# Cornelis Gijsbert Jan Vreedenburgh
Cornelis Gijsbert Jan Vreedenburgh (18 november 1895 – 3 januari 1975) was hoogleraar civiele techniek op het gebied van mechanica en hydraulica, met name de irrigatietechniek en rector-magnifucus van de Technische Hogeschool te Bandoeng (later het Institut Teknologi Bandung - ITB). Hij was rector van 2 augustus 1935 tot 31 juli 1936.

## Biografie
Vreedenburgh werd geboren in Sumedang, West-Java, 18 november 1895, als zoon van Jan Vreedenburgh - de architect van Burgerlijke Openbare Werken (BOW - Rijkswaterstaat in de koloniale tijd) en Louise Constance Emelie Hornung.
In 1908-1913 vervolgde hij zijn middelbareschoolopleiding aan de HBS Batavia - Koning Willem III School te Batavia. In 1913-1918 vervolgde hij zijn hogere opleiding aan de Technische Hogeschool te Delft en studeerde in 1918 cum laude af als civiel ingenieur. Op 27 juli 1918 trouwde hij met Jeanne Louise Hermine Poetsma (geboren in Semarang, 26 mei 1896, dochter van Jan Poetsma en Louisa Loomans). Uit dit huwelijk werd op 30 september 1920 in Bandung Herman Wouter Vreedenburg geboren.
Zijn tweede huwelijk was met Tibertha Line Elisabeth Justine Meiners. Uit dit huwelijk werd op 28 december 1935 Cornelis Jan Vreedenburg geboren.

## Werkkring bij de Dienst Waterkracht
Hij begon bij de Dienst voor Waterkracht en Electriciteit in Bandung, Nederlands-Indië (1918-1926) bij de afdeling hydrometrie die verantwoordelijk was voor de detectie, het onderzoek en de registratie van het waterkrachtpotentieel in de Nederlands-Indische archipel, evenals het ontwerp van waterkrachtcentrales. Met deze achtergrond in zijn vakgebied is hij zich gaan specialiseren op het gebied van hydraulica.

## Loopbaan bij de TH Bandung
In 1926 keerde prof. ir. Jan Klopper, hoogleraar mechanica en oud-rector van TH Bandung, die een jaar met verlof was naar Nederland, niet terug naar Nederlands-Indië. Dit terwijl prof. ir. Albert Sybrandus Keverling Buisman, de interim-hoogleraar mechanica, terug moest naar Delft. TH Bandung had in het studiejaar 1926/1927 een leraar mechanica nodig om de vacature in te vullen. Deze vacature werd vervuld door de benoeming in 1926 van Vreedenburgh tot hoogleraar mechanica aan de TH Bandung.
In de periode 28 juni 1930-4 juli 1931 en in de periode 1 juli 1933-2 augustus 1935 werd hij benoemd tot secretaris van de TH Bandung.
Op 1 juli 1933 hield Vreedenburgh een wetenschappelijke oratie getiteld "Grepen uit de ontwikkeling der mechanica" die samenviel met de 13e Dies Natalis van TH Bandung.
Van 2 augustus 1935-31 juli 1936 was hij de rector-magnificus van TH Bandung ter vervanging van prof. Wolff Schoemaker.
In 1939 ging Vreedenburgh met verlof naar Nederland, daar zijn vervanger Keverling Buisman weer terugkwam van Delft naar Bandung. Door de oorlogsomstandigheden van toen (de Tweede Wereldoorlog) moest Vreedenburgh in Nederland blijven. Ook na de oorlog keerde hij niet terug naar Bandung en doceerde aan de Technische Hoogeschool Delft als vast hoogleraar Toegepaste Mechanica aan de afdeling Civiele Techniek (Afdeling der Weg- en Waterbouwkunde).
Zijn vervanger in Bandung, prof. ir. A.S. Keverling Buisman, kon niet naar Nederland terugkeren en kwam op 20 februari 1944 in het interneringskamp Bandung om.

## Overige activiteiten in Bandung
- Lid van "Natuurwetenschappelijke Raad voor Nederlandsch-Indië" (Nederlands-Indië wetenschappelijke raad - de voorloper van het huidige Indonesische Instituut voor Wetenschappen)
- Bestuurslid "Koninklijke Natuurkundige Vereeniging te Batavia"
- Redacteur van het tijdschrift De Ingenieur in Nederlandsch-Indië (voorheen De Waterstaats-Ingenieur)

## Verdere loopbaan in Delft
Al in Bandung was Vreedenburgh begonnen met experimenteel onderzoek naar spanningen in constructies, waarbij hij gebruikmaakte van rekstrookjes en van visuele technieken (vaak gebaseerd op het Moiré-effect. In Delft heeft hij dit onderzoek voortgezet. Hij deed dit in eerste instantie bij TNO, maar vanaf 1946 kreeg hij een aanstelling bij de TH Delft. Aan het eind van het studiejaar 1965-1966 heeft hij zijn ambtstermijn als gewoon hoogleraar op het gebied van Toegepaste Mechanica aan de afdeling Civiele Techniek beëindigd. Hij sloot af met zijn uittreerede "De betekenis van het visuele element in de mechanica en de techniek".

## Onderscheidingen
Voor zijn verdiensten ontving Vreedenburgh in 1964 een koninklijke onderscheiding: Ridder in de Orde van de Nederlandse Leeuw.
- Biografisch Portaal: 16592820
- Nederlandse Thesaurus van Auteursnamen: 067559794
- Virtual International Authority File: 282865486
- WorldCat: E39PBJtrYwRjJbXFHdD9QMrH4q